# نصير أباد غلة
نصير أباد غلة (بالفارسية: نصیرآباد گله) هي قرية تقع في قسم ميزدج عليا الريفي في إيران. يقدر عدد سكانها بـ 25 نسمة بحسب إحصاء 2016.